# 伯恩茅斯大學
伯恩茅斯大學（英語：Bournemouth University）是一座位於英國南岸的公立大學，主校區在普爾，在伯恩茅斯也有校區。1992年獲大學資格，歷史可以追溯到1970年代早期成立的伯恩茅斯技術學院（Bournemouth College of Technology）。

## 學術

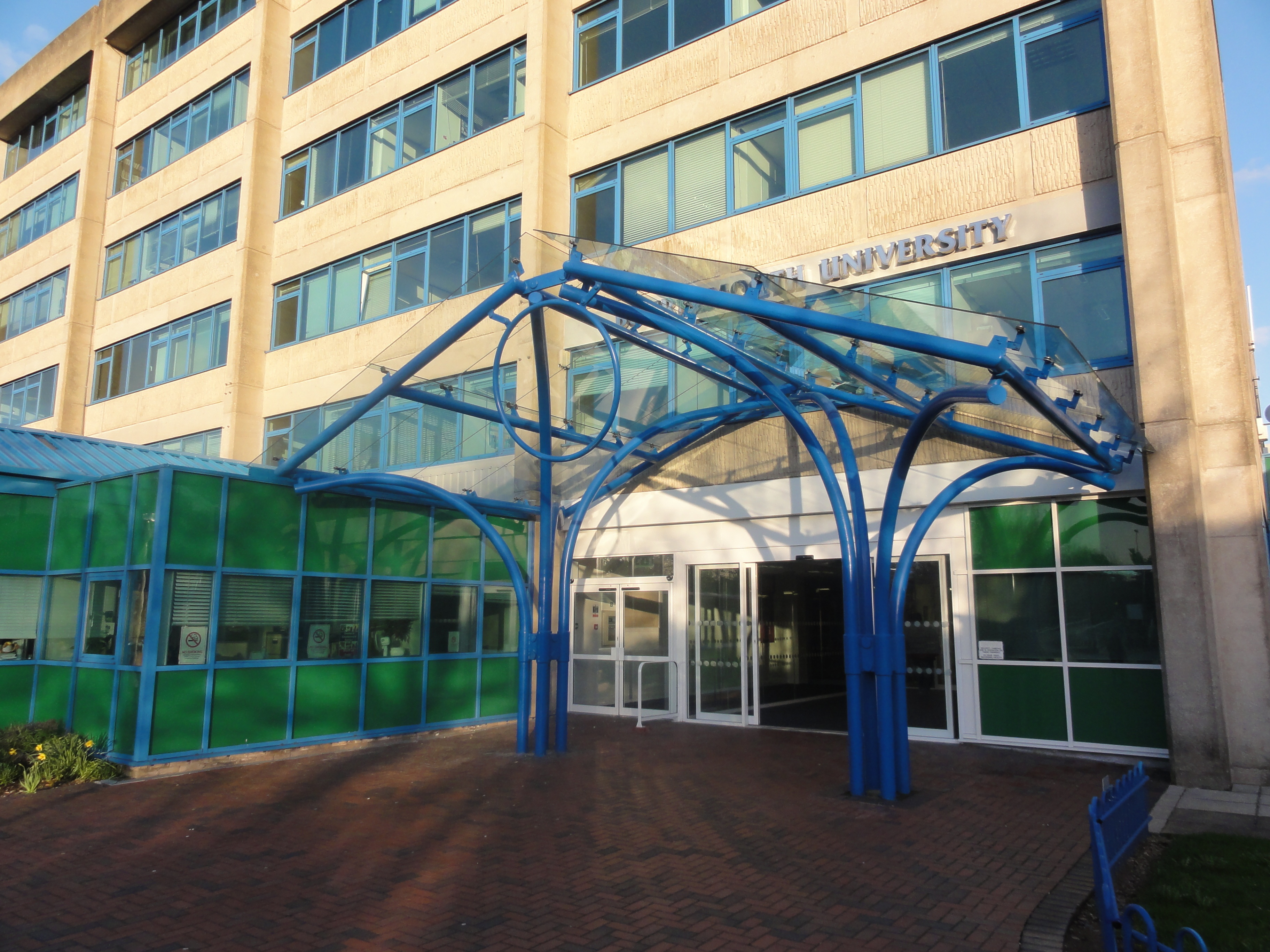
Talbot校區主門

### 科系
- 應用科學學院（School of Applied Sciences）
- 媒體學院（Media School）：其下包含國家計算機動畫中心（National Centre for Computer Animation）和廣播歷史研究中心（Centre for Broadcasting History Research）[7][8]
- 設計、工程和計算機學院（School Design, Engineering & Computing）
- 商學院（Business School）
- 健康和社會關懷學院（School of Health and Social Care）
- 旅遊學院（School of Tourism）

### 声誉
該大學在旅遊專業上的成就突出。2010年獲得UNWTO-TedQual旅遊提供許可。
2007年其圖書館獲得國家大學和圖書館協會設計獎，2009年被《泰晤士高等教育》評為“傑出圖書館團隊”。

## 外部連結
- Bournemouth University Website（页面存档备份，存于）
- Bournemouth University Students' Union website（页面存档备份，存于）
- Bournemouth University's Student Newspaper – The Wire
- Bournemouth University Research Blog（页面存档备份，存于）